# Mourecotelles triciliatus
Mourecotelles triciliatus är en biart som beskrevs av Toro och Cabezas 1978. Mourecotelles triciliatus ingår i släktet Mourecotelles och familjen korttungebin. Inga underarter finns listade i Catalogue of Life.